# Gaga chaerophylla
Gaga chaerophylla är en kantbräkenväxtart som först beskrevs av Carl Friedrich Philipp von Martius och Gal., och fick sitt nu gällande namn av Fay W.Li och Windham. Gaga chaerophylla ingår i släktet Gaga och familjen Pteridaceae. Inga underarter finns listade.